# ウラジーミル・レヴォネフスキー
ウラジーミル・レヴォネフスキー（ロシア語: Владимир Левоне́вский、 ベラルーシ語: Уладзімір Леване́ўскі、英語: Uladzimir Levaneuski、ポーランド語: Włodzimierz Lewoniewski、1986年1月28日 - ）は社会活動家と元ストライク委員会議長（2004年-2006年）である。元政治囚ヴァレーリィ・レヴォネフスキーの息子である。
1986年1月28日、ウラジーミルは大家族でグロドノ市で生まれた。2010年、グロドノ国立ヤンカ・クパーラ大学の数学と情報学部を卒業した。2年後、彼はポズナンアダム・ミツキェウェチ大学の法律と管理学部を卒業した。2012年から、ポズナン経済大学の情報システム講座の大学院生である。
市民の権利を守る抗議の構成に積極的に参加し、様々な企業家のストライクと集会を準備し、ベラルーシ国立ストライク委員会副会長で、共和国のビューレティンの副編集長である。再三に当局から弾圧を（逮捕や拘留など）受けた。.例えば2004年5月3日に企業家の次抗議の時、ウラジーミルが13日に刑の宣告された。
2004年-2006年、ウラジーミルはストライク委員会議長勤務をしていた。その時に委員会が自分の活動を広げて、積極的に受刑者の権利を守る活動をしていた。
2011年-2012年、ウラジーミル・レヴォネフスキーは大学生の代表としてポズナンアダム・ミツキェウェチ大学の法律と管理学部の理事会に参加し、大学生議会密接に協力していた。2013年、ウラジーミルはポズナン経済大学の大学院生評議会の副会長であり、2014年に情報と電子経済学部評議会のメンバーである。及び、2013年-2014年に共和国の国際科学会議の実行委員会に加えている。